# La Meilleraie-Tillay
La Meilleraie-Tillay is een gemeente in het Franse departement Vendée (regio Pays de la Loire) en telt 1499 inwoners (1999). De plaats maakt deel uit van het arrondissement Fontenay-le-Comte.

## Geografie
De oppervlakte van La Meilleraie-Tillay bedraagt 20,1 km², de bevolkingsdichtheid is 74,6 inwoners per km².

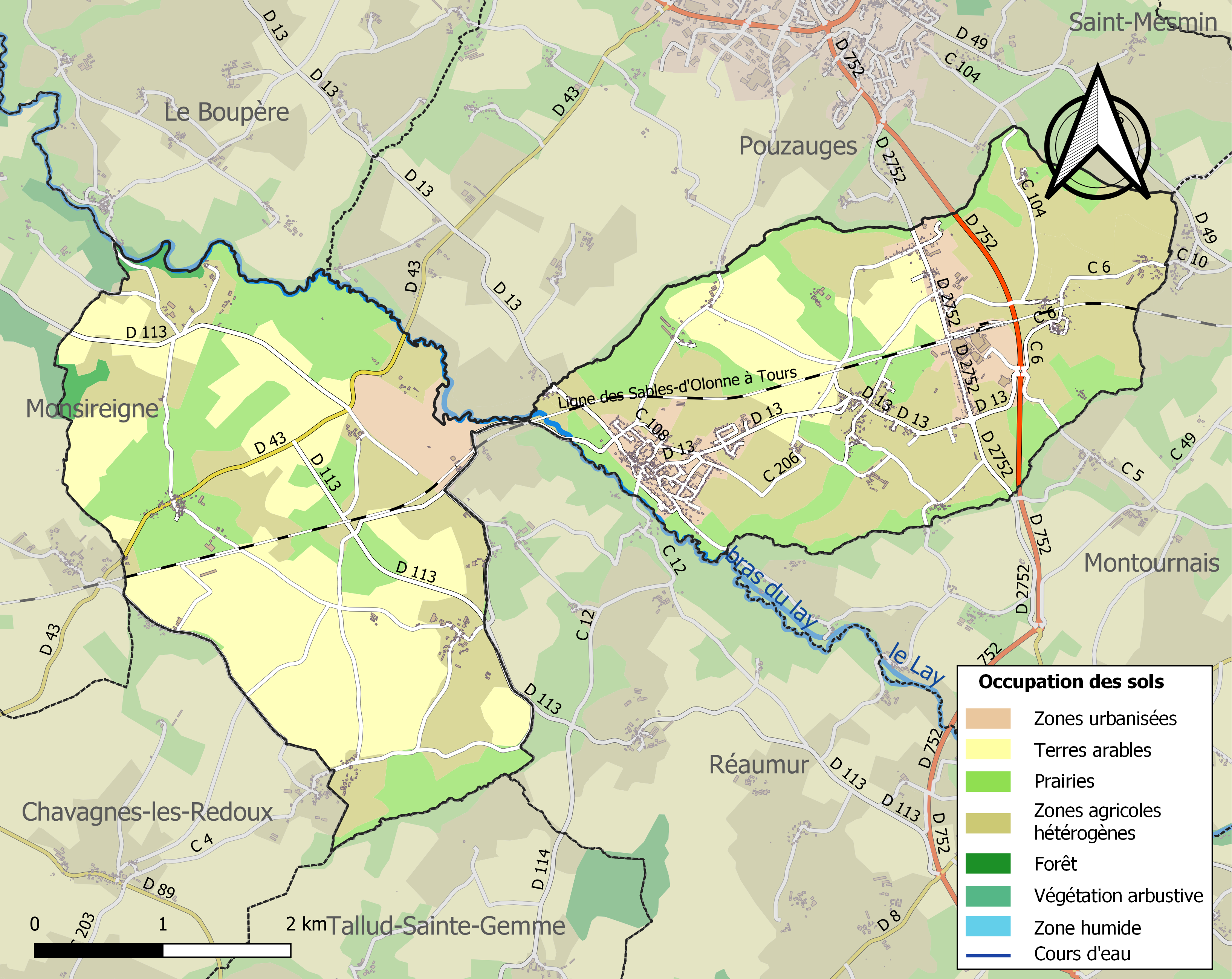
Kaart van de gemeente met de belangrijkste infrastructuur, bodemgebruik en omliggende gemeenten

## Verkeer
Het station Pouzauges bevindt zich op haar grondgebied.

## Demografie
Onderstaande figuur toont het verloop van het inwonertal (bron: INSEE-tellingen).

1. ↑  Populations de référence 2022.